# ブロカール三角形

黒い三角形は三角形ABCのブロカール三角形。B1, B2 はブロカール点。

幾何学において、 ブロカール三角形（ブロカールさんかくけい、英: Brocard triangles）は、ブロカール点に関する三角形の総称である。アンリ・ブロカールから命名された。
A,B,Cがこの順に、時計回りにあるとする。三角形ABCに対して時計回りに定義されるブロカール点をB1、反時計回りに定義されるブロカール点をB2とする。

## 定義

### 第一ブロカール三角形
AB1, CB2の交点、BB1, AB2の交点、CB1, BB2の交点が成す三角形を第一ブロカール三角形という。
単に、ブロカール三角形と言う場合は第一ブロカール三角形を指す。
第一ブロカール三角形の外接円はブロカール円である。

### 第二ブロカール三角形
円ABB2, ACB1のAでない方の交点をA'とする。同様にB', C'を定義する。この時△A'B'C' を第二ブロカール三角形という。第二ブロカール三角形と元の三角形は類似重心を中心として配景的である。また、ブロカール円上に存在する。

### 第三ブロカール三角形
第一ブロカール三角形の頂点の等角共役点が成す三角形を第三ブロカール三角形という。各頂点は、重心と三角形に対して定義されるアポロニウスの円の中心を結ぶ直線上にある。

### 第四ブロカール三角形
第ニブロカール三角形の頂点の等角共役点が成す三角形を第四ブロカール三角形という。重心、垂心を直径とする円（垂重円）と中線の重心でない方の交点の成す三角形としても定義され、そのためD三角形（D-triangle）とも呼ばれる。

### 第五ブロカール三角形
第一、第二ブロカール点の擬調和三角形の頂点三角形（Vertex triangle、二つの三角形DEF, D'E'F'についてDD', EE', FF'の成す三角形）を第五ブロカール三角形という。元の三角形と第五ブロカール三角形の配景の中心は第三ブロカール点の等角共役点である。

### 第六ブロカール三角形
AB1とAB2のそれぞれB1, B2でない方の第二ブロカール円（外心を中心とするB1, B2を通る円）との交点を通る直線をLaとする。同様にLb, Lcも定義する。La, Lb, Lcの成す三角形を第六ブロカール三角形という。

### 第七ブロカール三角形
外心をOとする。ブロカール円とAO, BO, COのOでない方の交点の成す三角形を第七ブロカール三角形という。ブロカール円上に存在する。

### 第八ブロカール三角形
第七ブロカール三角形の頂点を外接円で反転した点の成す三角形を第八ブロカール三角形という。第八ブロカール三角形は三角形を成さない、つまり共線である。この線はルモワーヌ軸である。

### 第九ブロカール三角形
第八ブロカール三角形の等角共役点の成す三角形を第九ブロカール三角形という。シュタイナー楕円上に存在する。

### 第十ブロカール三角形
第七ブロカール三角形の頂点のブロカール円に対する対蹠点の成す三角形を第十ブロカール三角形という。ブロカール円上に存在する。

### 第十一ブロカール三角形
A,B,Cの外接円に対する対蹠点の Orthopivotal cubic（ノイベルグ三次曲線を参照）の特異焦点（虚円点における接線の交点）が成す三角形を第十一ブロカール三角形という。ブロカール円上に存在する。

## Anti-Brocard triangle
元の三角形をブロカール三角形とするような、三角形を Anti-Brocard triangle という。

## 点に対するブロカール三角形
ある点Pと外心を直径の両端とする円と各辺の垂直二等分線の、外心でない方の交点の成す三角形をPブロカール三角形（P-Brocard triangle）という。